# Isabel da Baviera, Eleitora da Saxónia
Isabel da Baviera-Munique (Munique, 2 de Fevereiro de 1443 – Leipzig, 5 de Março de 1484) foi uma princesa da Baviera-Munique por nascimento e eleitora da Saxónia por casamento.

## Vida
Isabel era filha do duque Alberto, o Devoto da Baviera-Munique (1401–1460) e da sua esposa, a princesa Ana de Brunsvique-Grubenhagen-Einbeck (1420–1474), filha do duque Eurico I de Brunswick-Grubenhagen.
Casou-se a 25 de Novembro de 1460 em Leipzig  com o príncipe (e futuro eleitor) Ernesto da Saxónia (1441–1486). De acordo com o tratado de casamento, o noivado realizou-se cerca de dez anos antes do casamento que se deveria ter realizado em 1456. Em 1471, foi construído um novo palácio na Colina do Castelo em Meissen, que serviria de residência oficial para o casal. Isabel foi uma influência-chave na educação cuidadosa dos seus filhos, principalmente na área cientifica. O casamento era considerado feliz e Ernesto amava profundamente a sua esposa.
A princesa, que é considera a matriarca da linha Ernestina da Casa de Wettin, morreu depois de uma longa doença aos quarenta-e-um anos de idade. Durante os seus últimos meses de vida, Isabel ficou presa a uma cama na qual foram instaladas rodas e um gancho para a ajudar a deslocar-se. Isabel morreu quase ao mesmo tempo do seu filho Adalberto e da sua sogra Margarida. Ernesto morreu em Agosto desse mesmo ano. Um dos filhos de Isabel, Frederico, o Sábio, terá escrito a Georg Spalatin que, nessa altura, estava sempre a andar de funeral em funeral.

## Descendência
Do seu casamento com Ernesto, Isabel teve os seguintes filhosː
1. Cristina da Saxónia (25 de Dezembro de 1461 – 8 de Dezembro de 1521), casada com o rei João I da Dinamarca; com descendência.
2. Frederico III, Eleitor da Saxónia (17 de Janeiro de 1463 – 5 de Maio de 1525), nunca se casou nem deixou descendentes.
3. Ernesto II da Saxónia (26 de Junho de 1464 – 3 de Agosto de 1513), arcebispo de Magdeburgo (1476–1480), bispo de Halberstadt (1480–1513)
4. Adalberto da Saxónia (8 de Maio de 1467 – 1 de Maio de 1484), administrador de Mainz, morreu solteiro e sem descendentes legítimos.
5. João, Eleitor da Saxónia (30 de Junho de 1468 – 16 de Agosto de 1532), casado primeiro com a princesa Sofia de Mecklemburgo; com descendência. Casado depois com a princesa Margarida de Anhalt-Köthen; com descendência.
6. Margarida da Saxónia (4 de Agosto de 1469 – 7 de Dezembro de 1528), casada com Henrique I, Duque de Lüneburg; com descendência.
7. Wolfgang da Saxónia (1473 –1478), morreu com cerca de cinco anos de idade.

## Genealogia
| Isabel da Baviera | Pai: Alberto III, Duque da Baviera        | Avô paterno: Ernesto, Duque da Baviera                         | Bisavô paterno: João II, Duque da Baviera                  |
| Isabel da Baviera | Pai: Alberto III, Duque da Baviera        | Avô paterno: Ernesto, Duque da Baviera                         | Bisavó paterna: Catarina da Gorizia                        |
| Isabel da Baviera | Pai: Alberto III, Duque da Baviera        | Avó paterna: Isabel Visconti                                   | Bisavô paterno: Barnabé Visconti                           |
| Isabel da Baviera | Pai: Alberto III, Duque da Baviera        | Avó paterna: Isabel Visconti                                   | Bisavó paterna: Beatriz Regina de Scala                    |
| Isabel da Baviera | Mãe: Ana de Brunvique-Grubenhagen-Einbeck | Avô materno: Eurico I, Duque de Brunsvique-Grubenhagen-Einbeck | Bisavô materno: Alberto I, Duque de Brunsvique-Grubenhagen |
| Isabel da Baviera | Mãe: Ana de Brunvique-Grubenhagen-Einbeck | Avô materno: Eurico I, Duque de Brunsvique-Grubenhagen-Einbeck | Bisavó materna: Inês de Brunsvique-Luneburgo               |
| Isabel da Baviera | Mãe: Ana de Brunvique-Grubenhagen-Einbeck | Avó materna: Isabel de Brunsvique-Göttingen                    | Bisavô materno: Oto I, Duque de Brunsvique-Göttingen       |
| Isabel da Baviera | Mãe: Ana de Brunvique-Grubenhagen-Einbeck | Avó materna: Isabel de Brunsvique-Göttingen                    | Bisavó materna: Margarida de Jülich-Berg                   |